# Lindsaea stricta
Lindsaea stricta là một loài thực vật có mạch trong họ Dennstaedtiaceae. Loài này được (Sw.) Dryand. miêu tả khoa học đầu tiên năm 1797.